# Bruno Haberzettl
Bruno Haberzettl (* 1965 in Horn) ist ein österreichischer Karikaturist und Illustrator.
Seit 1990 ist er als freier Zeichner und Illustrator tätig, unter anderem für den RennbahnExpress und den WIENER. Seit 1995 erscheint eine wöchentliche Karikatur in der Kronen Zeitung.

## Leben und Werk
Als Sohn eines Gendarmeriebeamten und einer Hausfrau war er nach der Matura in Wien zunächst sieben Jahre als Beamter in der Wiener Handelskammer tätig, daneben studierte er Jura, bis er mit 24 Jahren zu zeichnen begann.
Daraufhin illustrierte er Lernhilfen und Bücher, gestaltete Albumhüllen für Tonträger von Georg Danzer und Theaterplakate und erstellte Zeichentrickfilme für MA 2412 – Die Staatsdiener. Außerdem ist er seit 2009 für die Gestaltung von Bierdeckeln der fränkischen Brauerei Veldensteiner verantwortlich.
Der Verlag Carl Ueberreuter hat mehrere Bücher von ihm veröffentlicht.
Haberzettl wohnt mit seiner Familie im südlichen Niederösterreich.

## Publikationen
- Brunos Tierleben. Ueberreuter, Wien 2010, ISBN 978-3-8000-7480-8.
- Österreich – Die gezeichnete Geschichte. Ueberreuter, Wien 2009, ISBN 978-3-8000-7327-6.
- Brunos Jagdrevier. Ueberreuter, Wien 2006, ISBN 3-8000-7230-0.

## Auszeichnungen
- 2022: Niederösterreichischer Kulturpreis – Würdigungspreis in der Sparte Sonderpreis Karikatur[3]